# Wurschen
Wurschen, sorbisch Worcynⓘ, ist ein Dorf mit 300 Einwohnern im Osten des sächsischen Landkreises Bautzen. Das Dorf liegt in der Oberlausitz und zählt offiziell zum sorbischen Siedlungsgebiet. Es gehört seit 1994 zur Stadt Weißenberg und ist nach der Altstadt der einwohnerstärkste Ortsteil.

## Geografie
Wurschen liegt elf Kilometer östlich von Bautzen in der Niederung des Kotitzer Wassers auf 158 m ü. NHN. Während die südliche Umgebung – in Richtung Drehsa – hügelig ist, wird die flachere Landschaft nördlich von Wurschen durch zahlreiche Wasserläufe geprägt, von denen das Kotitzer und das Löbauer Wasser die wichtigsten sind.
Der Ort besteht aus der alten Gutssiedlung Wurschen im nördlichen Teil und der räumlich davon getrennten Siedlung im Süden, an der Staatsstraße 111 (Bautzen–Weißenberg), zu der auch das Neubaugebiet Am Kirschgarten zählt. Der Gutshof bildet den östlichen Teil des alten Dorfes. Nordöstlich von Wurschen befindet sich mit dem Belgerner Teich ein großer Fischteich.

## Geschichte

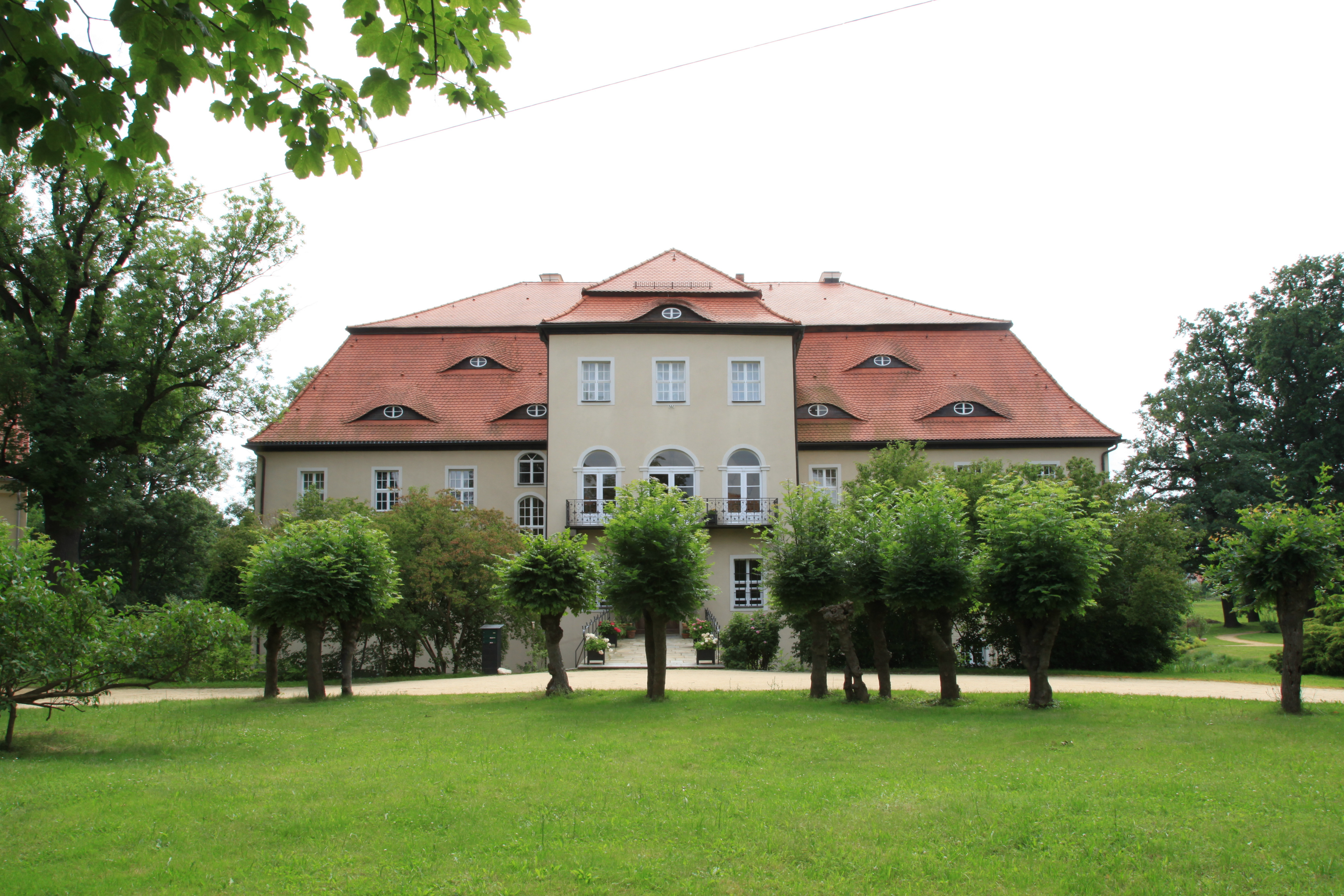
Schloss Wurschen

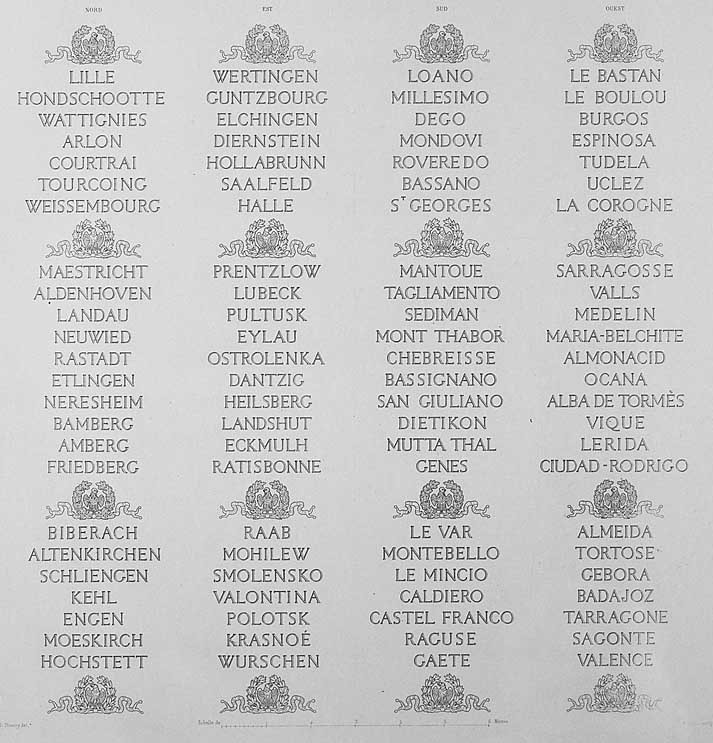
Nennung Wurschens auf dem Arc de Triomphe (letzte Reihe, 2. v. l.)

Die erste Erwähnung des Ortes als Wursyn ist für 1359 belegt. Der Herrensitz wird ab 1390 erwähnt. Die heutige Schreibweise taucht erstmals 1697 auf. Das Rittergut war seit 1382 in wechselndem Besitz und wurde seit Ende des 17. Jahrhunderts an unterschiedliche Familien weitervererbt. Seit 1828 war es im Besitz der Grafen zu Solms-Sonnenwalde, die es seit 1997 durch Rückkauf wieder besitzen. 
Während der Schlacht bei Bautzen am 20. und 21. Mai 1813 befand sich im Wurschener Schloss das Hauptquartier der verbündeten Russen und Preußen; daher ist die Schlacht am Arc de Triomphe in Paris als Bataille de Wurschen verzeichnet.
Bis 1936 war Wurschen eine eigenständige Landgemeinde, dann wurde es nach Nechern eingemeindet. Die Gemeinde Nechern wurde 1957 in Gemeinde Wurschen umbenannt und das Dorf Belgern eingemeindet. 1993 schloss sich Wurschen unter diesem Namen mit dem benachbarten Drehsa zusammen, bevor es im folgenden Jahr mit der Gemeindegebietsreform in die Stadt Weißenberg eingegliedert wurde.

## Bevölkerung
1890 hatte der Ort Wurschen 221 Einwohner.
Für seine Statistik über die sorbische Bevölkerung in der Oberlausitz ermittelte Arnošt Muka in den achtziger Jahren des 19. Jahrhunderts eine Bevölkerungszahl von 242 Einwohnern; davon waren 216 Sorben (89 %) und 26 Deutsche. Ernst Tschernik zählte 1956 in Wurschen und Nechern noch eine knappe sorbischsprachige Bevölkerungsmehrheit von 56 %. Wie überall im evangelischen Teil des Siedlungsgebiets ist der Anteil der Sorbisch-Sprecher seitdem weiter stark gesunken.
Die letzten Bevölkerungsdaten für die eigenständige Gemeinde Wurschen geben für 1991 472 Einwohner an. Seit der Wiedervereinigung ist die Einwohnerzahl gesunken. Für das Jahr 2016 gibt die Statistik 312 Einwohner an.

## Religion
Wurschen ist seit dem 16. Jahrhundert nach Gröditz gepfarrt. Die letzten Angaben zur Religionszugehörigkeit stammen von 1925. Damals waren 194 von 196 Einwohnern evangelisch-lutherisch (99 %).

## Söhne und Töchter (Auswahl)
- Peter zu Solms-Sonnenwalde (1840–1922), deutscher Standesherr und Politiker